# Filosofía del copyright
La filosofía del copyright considera cuestiones filosóficas relacionadas con la política del copyright, y otros problemas jurisprudenciales que surgen en la interpretación y aplicación de la ley de copyright por los sistemas legales. 
Un debate se refiere al propósito del copyright. Algunos adoptan el enfoque de buscar justificaciones coherentes de los sistemas de derechos de autor establecidos, mientras que otros comienzan con teorías éticas generales, como el utilitarismo e intentan analizar las políticas a través de ese lente. Otro enfoque niega el significado de cualquier justificación ética de la ley de derechos de autor existente, viéndola simplemente como un resultado (y quizás un resultado indeseable) de los procesos políticos.
Otro tema ampliamente debatido es la relación entre copyrights y otras formas de propiedad intelectual y la propiedad material. La mayoría de los estudiosos del copyright están de acuerdo en que se le puede llamar un tipo de propiedad, porque implica la exclusión de otros de ese "algo". Pero hay desacuerdo sobre la medida en que ese hecho debería permitir el transporte de otras creencias e intuiciones sobre las posesiones materiales.
Hay muchas otras cuestiones filosóficas sobre la jurisprudencia de copyright.  Incluyendo los problemas sobre como determinar cuándo una obra es "derivada" de otra, o decidir cuándo la información ha sido colocada en una forma "tangible" o "material".

## Justificaciones para copyright
Los juristas a menudo se acercan al copyright en busca de una justificación ética coherente de su existencia y carácter. Puede parecer que este enfoque es al revés (podría tener más sentido comenzar con un objetivo y luego examinar la ley en su contra), pero se practica ampliamente. Así, las teorías normativas o éticas que ingenuamente pueden considerarse como pruebas para que se apruebe el copyright a menudo se llaman "justificaciones" de la misma. Las justificaciones para el copyright generalmente puede ser clasificada en dos grupos: deontológico o consecuencialista. Las justificaciones deontológicas para el copyright buscan justificarlo como una cuestión de derechos o deberes; buscan afirmar una justificación para los derechos de autor (o la propiedad intelectual en general) sobre la base de que es moralmente correcto hacerlo. Por el contrario, las teorías consecuencialistas del copyright buscan justificar o criticar la protección de la propiedad intelectual en función de las consecuencias de esa protección, al afirmar o proporcionar evidencia de que la protección del copyright produce algún efecto deseable. Ejemplos de tales teorías incluyen las teorías de incentivos que ven la propiedad intelectual como una forma necesaria de incentivar la creación de nuevas obras creativas.

### Derechos naturales
Los derechos naturales están vinculados a la lógica de la propiedad. John Locke a menudo se cita como una autoridad, aunque no está claro que Locke realmente viera los derechos de autor como un derecho natural. Los Derechos de personalidad son la base de la ley alemana de derechos de autor. Esta posición considera que los trabajos con derechos de autor son extensiones de la personalidad del autor. El autor tiene ciertos poderes para controlar esas obras debido a su conexión con ellas.

### Moralidad
Los defensores de las leyes de derechos de autor y patentes creen que la moralidad respalda su postura.

### Economía
Muchos economistas[cita requerida] Creen que, en ausencia de protecciones de propiedad intelectual como derechos de autor y patentes, varios tipos de activos intangibles estarían subproducidos, porque no habría incentivos suficientes para que las organizaciones comerciales produzcan[cita requerida]. Desde esta perspectiva, el objetivo de la ley de derechos de autor es principalmente equilibrar los beneficios públicos que pueden surgir de la circulación generalizada, el uso y la reutilización de un trabajo de derechos de autor con la necesidad de proporcionar protección, incentivos y recompensa al creador o propietario de los derechos de autor otorgando un monopolio limitado para explotar los derechos de autor a ese organismo o individuo

### Teorías consecuencialistas
Las teorías consecuencialistas del copyright sostienen que debemos tener las leyes que produzcan los "mejores" resultados para la sociedad. La posición consecuencialista más común es el utilitarismo, que define las "mejores" situaciones para ser aquellas en las que las personas se sienten tan felices o satisfechas como sea posible. Los análisis de los economistas sobre los derechos de autor tienden a seguir este enfoque filosófico.
Una clase relacionada de teorías se llama instrumentalismo; sostiene que la ley de derechos de autor debe existir para propósitos claros, coherentes y necesarios, sin ser tan estricta como para exigir que maximice algún tipo de "bondad" en su resultado.
Algunos estudiosos del copyright creen que, independientemente de los avances contemporáneos en tecnología, el copyright sigue siendo la forma fundamental por la cual los autores, escultores, artistas, músicos y otros pueden financiar la creación de nuevas obras, y eso sin un período significativo de protección legal de sus ingresos futuros. , muchos libros y obras de arte valiosos no se crearían. Argumentan que el interés público se sirve mejor mediante la extensión repetida de los términos de derechos de autor para abarcar múltiples generaciones más allá de la vida del titular del copyright, ya que esto aumenta el valor actual de los derechos de autor, fomentando la creación de nuevas obras y haciendo inversiones adicionales en obras más antiguas (para ejemplo, la restauración de películas antiguas) económicamente viable. Los herederos de los autores continúan beneficiándose si los derechos de autor se hacen cumplir después de la muerte y esto proporciona un incentivo sustancial para continuar el trabajo fresco incluso a medida que los autores envejecen.
El moderno sistema de derechos de autor impulsado por el mercado proporciona a los autores financiamiento independiente (a través de regalías). Sin una forma factible de recuperar las inversiones de tiempo creativo a través de los derechos de autor, habría pocos incentivos económicos para producir y las obras tendrían que estar motivadas por el deseo de fama de los autores ya ricos o de aquellos capaces de obtener patrocinio (con las limitaciones asociadas a la independencia). Los defensores de los derechos de autor disputan que los derechos de autor erosionan los preceptos para que los creadores puedan construir sobre expresiones publicadas que apuntan a conceptos tales como Scènes à faire y la distinción idea-expresión. Los derechos de autor solo protegen la expresión del artista sobre su trabajo y no las ideas, sistemas o información objetiva transmitida en él. Y así los artistas son libres de obtener ideas de obras con derechos de autor.
Los defensores del sistema actual de fuertes derechos de autor argumentan que ha tenido un gran éxito en el financiamiento de la creación y distribución de una amplia variedad de obras, especialmente aquellas que requieren mano de obra y capital significativos. Los académicos moderados parecen apoyar esa opinión al tiempo que reconocen la necesidad de excepciones y limitaciones, como la doctrina del uso justo. En particular, una parte sustancial de la actual Ley de derechos de autor de EE. UU. (Secciones 107-120) está dedicada a tales excepciones y limitaciones.

#### Consecuencialismo en los Estados Unidos
El artículo Uno de la Constitución de Estados Unidos autoriza Congreso para "Promover el progreso de la ciencia y las artes útiles, asegurando por tiempo limitado a los autores e inventores el derecho exclusivo a sus respectivos escritos y descubrimientos.".
Muchos autores pensaron que esta redacción en realidad requeriría que las leyes de derechos de autor de los Estados Unidos sirvieran para "promover el progreso de la ciencia y las artes útiles"[cita requerida].
En los EE. UU., En 2003, los controversiales cambios implementados por la Ley de extensión del plazo de copyright de Sonny Bono que extender la duración de los derechos de autor bajo la ley de derechos de autor de EE. UU. en 20 años fue impugnado en la Corte Suprema de los Estados Unidos. Sin embargo, el Tribunal, en el caso llamado Eldred v. Ashcroft, sostuvo, entre otras cosas, que al colocar los derechos de autor existentes y futuros en paridad en el CTEA, el Congreso actuó dentro de su autoridad y no transgredió las limitaciones constitucionales. Otras jurisdicciones han promulgado leyes para establecer extensiones similares del término de derechos de autor.

## Oposición a copyright

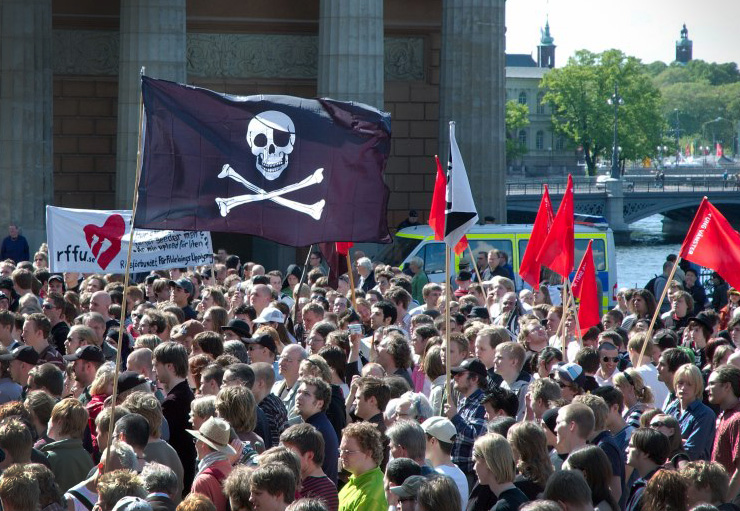
Manifestación Anti-copyright en Estocolmo, Suecia, 2006.

Los críticos del copyright en su conjunto se dividen en dos categorías: los que afirman que el concepto mismo de copyright nunca ha beneficiado a la sociedad, y siempre ha servido simplemente para enriquecer a unos pocos a expensas de la creatividad; y aquellos que afirman que el régimen de derechos de autor existente debe ser reformado para mantener su relevancia en la nueva sociedad de Información. El francés <i id="mwbg">droit d'auteur</i> ("Derechos del Autor"), el cual influyó en la Convención de Berna para la Protección de Trabajos Literarios y Artísticos de 1886, También debe señalarse como una alternativa significativa al concepto anglosajón habitual de copyright.
Entre este último grupo, también hay algunos que continúan de acuerdo con los derechos de autor como una forma de otorgar derechos de autor, pero sienten que "sobrevive a su bienvenida" al otorgar derechos de autor durante demasiado tiempo (por ejemplo, mucho más allá de la vida del autor), y por lo tanto es de poco beneficio directo para él o ella. La prolongación del plazo de copyright se atribuye comúnmente al cabildeo corporativo efectivo, basado en el deseo de la continuidad de un monopolio rentable. En los EE. UU., Esto a menudo se expresa como una conspiración para 'controlar el Raton' (es decir, Mickey Mouse, una marca registrada controlado por la Compañía Disney cuyos primeros trabajos se habrían trasladado al dominio público, excepto por tal extensión).
Para muchos críticos, el problema general es que el sistema de derechos de autor (internacional) actual socava su propio objetivo.  Los conceptos de dominio público y la libertad intrínseca de información son preceptos necesarios para que los creadores puedan construir sobre la expresión publicada. Pero estos se están erosionando gradualmente, ya que los términos de copyright se extienden repetidamente para durar más allá de la vida de la audiencia que experimentó y conoce el trabajo original.
Otro efecto de la extensión repetida del término de copyright es que los autores actuales están protegidos de la competencia de un amplio dominio público: para cuando las obras actuales ingresen al dominio público, casi siempre se habrán vuelto obsoletas. Esto reduce el riesgo de mercantilización de la no ficción tópica. La publicación sin derechos de autor, como la literatura clásica donde los márgenes son muy bajos, generalmente ofrece solo lo mejor de cada género.
La oposición a la práctica actual de derechos de autor también se relaciona con el incumplimiento del requisito principal del Estatuto de la Reina Ana original, que especificaba que para que una obra obtuviera derechos de autor, una copia tenía que depositarse en una biblioteca de registro, de modo que pudieran ser copiada ilimitadamente una vez expirado el copyright. Esto se observó durante muchos años, pero más tarde se opuso con éxito por la industria cinematográfica, que se negó a proporcionar copias de sus películas, lo que resultó en la pérdida de muchas de las primeras películas. La civilización experimenta una pérdida similar de documentos antiguos al permanecer en colecciones privadas hasta que se pudren.
El éxito reciente de proyectos de software libre como GNU/Linux, Mozilla Firefox, y el servidor de web del apache ha demostrado que trabajos de calidad pueden ser creados incluso en la ausencia de un monopolio de copyright-alquiler aplicado.  Estos productos utilizan los derechos de autor para hacer cumplir sus términos de licencia, que están diseñados para garantizar la naturaleza libre del trabajo, en lugar de garantizar los derechos exclusivos del titular para obtener ganancias monetarias. Dichas licencias incluyen copyleft, software libre, y licencias de código abierto.
Incluso en formas más tradicionales como prosa, algunos autores, como Cory Doctorow, retienen el copyright a su trabajo pero lo licencia para distribución libre (por ejemplo bajo una licencia Creativo Commons).  Esto tiene el beneficio de proporcionar un esquema estructurado bajo el cual los autores pueden aflojar algunas de las barreras que los derechos de autor imponen a otros, permitiéndoles contribuir parcialmente el trabajo a la comunidad (en forma de una subvención general para la copia, reproducción, uso o adaptación sujeta a ciertas condiciones) mientras conserva otros derechos exclusivos que tienen en ella.
Los derechos de autor también se pueden utilizar para sofocar las críticas políticas. Por ejemplo, en los Estados Unidos, los contenidos de los programas de entrevistas y programas similares están cubiertos por derechos de autor. Robert Greenwald, director de "Descubierto: toda la verdad sobre el documental de la guerra de Irak" se le negó el derecho de usar un clip de un George W. Bush entrevista de NBC en "Conocer la Prensa". Aunque las disposiciones de uso justo de la ley y el derecho consuetudinario pueden aplicarse en tales casos, los riesgos de pérdida en el tribunal deben existir una demanda y presión de las compañías de seguros, que consideran el uso de casi cualquier cosa (por ejemplo, tres palabras que forman la apertura de una canción) sin permiso como demasiado arriesgado, generalmente impide el uso de materiales sin permiso explícito y, por lo tanto, sin una tarifa de licencia
Los derechos de autor también son concebidos por algunos como una barrera artificial en el sentido de que las "expresiones" podrían intercambiarse libremente entre individuos y grupos si no existieran restricciones de derechos de autor u otras restricciones legales. Dichas personas creen que, dado que el estado no posee necesariamente la autoridad moral para promulgar leyes de derechos de autor, las personas pueden variar en su observación de dichas leyes. Otros no está de acuerdo, creyendo que los derechos de autor (que en el sistema de los Estados Unidos, por ejemplo, surgen de las disposiciones de la Constitución de los Estados Unidos), han hecho y continúan haciendo una contribución valiosa, incluso esencial, a la creación y difusión de obras. También señalan los peligros sociales inherentes a la opinión de que cada individuo tiene derecho a juzgar la "autoridad moral" de las leyes y observarlas o no según los juicios individuales.

## Retos modernos a copyright
Los conceptos de derechos de autor están siendo desafiados en la era moderna, principalmente por el uso cada vez mayor del intercambio de archivos entre pares. Los principales titulares de derechos de autor, como los principales sellos discográficos y la industria del cine, culpan a la facilidad de copia por sus ganancias decrecientes. Se han presentado explicaciones alternativas, como contenido deficiente del producto y cargos de licencia excesivos..
En los Estados Unidos, los grupos de interés público, las grandes corporaciones y similares, están ingresando al sistema de educación pública para enseñar el plan de estudios desde sus perspectivas. El grupo de cabildeo para la MPAA proporciona un plan de estudios titulado ¿Cuál es la diferencia? impartido por un grupo de voluntarios llamado Logro Juvenil. La Alianza de Software Empresarial también tiene su propio programa de estudios llamado Juega Ciberseguro. que se distribuye a los escolares a través de una revista llamada The Weekly Reader. La Asociación Americana de Bibliotecarios lanzó su propio plan de estudios para bibliotecarios que se distribuyó en el invierno de 2004.

### Notable Abolicionistas filósofos del copyright
- David K. Levine
- Stephan Kinsella
- Nina Paley
- Hans-Hermann Hoppe
- Walter Bloque

### Notables Reformistas Filósofos del copyright
- Rick Boucher
- Jorge Cortell
- Robin Bruta
- Lawrence Lessig
- Eben Moglen
- Richard Stallman
- Siva Vaidhyanathan

### Notable Maximalistas Filósofos del copyright
- Andrew Joseph Galambos
- Mary Bono
- Jack Valenti
- Bill Gates
- Charles Gates
- Ryan C. Henry
- Marielle Gallo